# Catocala constans
Catocala constans är en fjärilsart som beskrevs av George Duryea Hulst 1884. Catocala constans ingår i släktet Catocala och familjen nattflyn. Inga underarter finns listade i Catalogue of Life.